# Putovnica Australije
Putovnica Australije javna je putna isprava koja se državljaninu Australije izdaje za putovanje i boravak u inozemstvu, kao i za povratak u zemlju. Za vrijeme boravka u inozemstvu, putna isprava služi za dokazivanje identiteta i kao dokaz o državljanstvu Australije. Putovnica Australije se izdaje za neograničen broj putovanja.

### Stranica s identifikacijskim podacima
- slika vlasnika putovnice
- kod države
- serijski broj putovnice
- prezime i ime vlasnika putovnice
- državljanstvo
- nadnevak rođenja (DD. MM. GGGG)
- spol (M za muškarce ili F za žene)
- mjesto rođenja
- nadnevak izdavanja (DD. MM. GGGG)
- potpis vlasnika putovnice
- nadnevak isteka (DD. MM. GGGG)
- izdana od

### Jezici
Putovnica je ispisana na engleskom jeziku. 

## Vanjske poveznice
- Vlada Australije  Arhivirana inačica izvorne stranice od 10. prosinca 2010. (Wayback Machine)